# Rampamuff
Rampamuff är ett fästdon som har en utvärtes trägänga så att man kan skruva in den i trä och en invärtes maskingänga. Används främst för infästningar i trä där man behöver kunna skruva i och ur skruvar upprepade gånger och för olika slags justerskruvar.

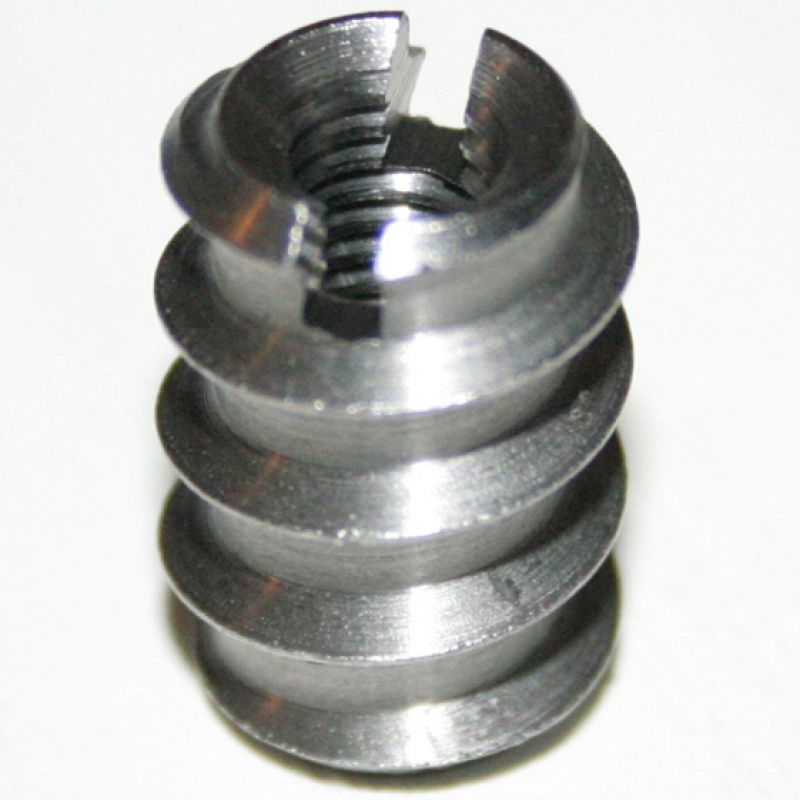
En typisk rampamuff